# Alternaria sesami
Alternaria sesami är en svampart som först beskrevs av E. Kawam., och fick sitt nu gällande namn av Mohanty & Behera 1958. Alternaria sesami ingår i släktet Alternaria och familjen Pleosporaceae.   Inga underarter finns listade i Catalogue of Life.